# شيماء عيسى
شيماء عيسى إبراهيم (1980) شاعرة وناشطة حقوقية تونسية. درست الفنون الجميلة في روما وأصول الدين بجامعة الزيتونة. برزت في المجتمع المدني التونسي بعد الثورة التونسية 2011 وهي ابنة سجين سياسي سابق في عهد بن علي. لها مجموعات شعرية مطبوعة، وقد تُرجمت مختارات من قصائدها إلى عدة لغات.

## سيرتها
ولدت شيماء عيسى إبراهيم سنة 1980 م/ 1400 هـ بتونس العاصمة، ونشأت بها وهي ابنة رسام وسجين سياسي سابق في عهد بن علي. درست الفنون الجميلة فيها وفي روما، ثم واصلت دراستها وحصلت على ماجستير المرحلة الثانية بالمعهد العالي للشريعة وأصول الدين بتونس (جامعة الزيتونة) والمرحلة الثانية من ماجستير الأديان المقارنة بجامعة باريس.
برزت كناشطة نسوية في المجتمع المدني التونسي وباحثة في علوم اجتماع الدين بعد الثورة التونسية 2011. وقررت أن تحافظ على «روح الثورة». رشحت نفسها في الانتخابات التشريعية التونسية 2014 عن حزب التحالف الديمقراطي، وتعد أول شاعرة تونسية تقدم على اتخاذ هذا القرار في تاريخ الإنتخابات البرلمانية في تونس. حجر السفر علي شيماء عيسي في 19 جانفي 2023  و تم اعتقالها في 23 فيفري 2023  ايداعها السجن في 25 فيفري 2023

## جوائزها وتكريمها
- 10 يونيو 2006: كرمتها المركز الثقافي «بئر الأحجار» بمدينة تونس.[12]

## مؤلفاتها
من مجموعاتها الشعرية:
- « بيانو الجمعة»، 2006 [13]
- «حازي وازي»
- «مقامات لأرجوحة الموت»، 2013

من رواياتها:
- «الرسالة الاخيرة 104»، مخطوط

من كتبها:
- «الجندر والنسوية والدين: في إشكاليات خطاب قضايا النساء»، 2020 (ردمك 9789938540031)

## اعتقال شيماء عيسي و ايداعها السجن
```
اتّصلت  شيماء عيسى بالمحامي سمير ديلو أعلمته أنّه قد تمّت محاصرة سيّارتها بأعداد كبيرة من السّيارات الأمنيّة 
[
14
]
 بعد مدة وجيزة من الاتصال بالمحامي سمير ديلو أعلن محامون، مساء الأربعاء 22 فيفري/شباط 2023، أنه تم إيقاف الناشطة السياسية والقيادية بجبهة الخلاص الوطني المعارضة شيماء عيسى بعد محاصرة سيارتها.
[
15
]
```

أصدر قاضي التحقيق بالقطب القضائي يوم السبت 25 فيفري 2023، بطاقة إيداع بالسجن في حق عضو جبهة الخلاص الوطني والناشطة السياسية شيماء عيسي، حسب ما ذكرته المحامية إيناس حراث.
وكان قاضي التحقيق أصدر جملة من بطاقات الإيداع بالسجن في نفس قضية شيماء عيسي ضد عدد من الموقوفين في إطار حملة الإيقافات الأخيرة، حيت تم إصدار بطاقات إيداع ضد جوهر بن مبارك وعصام الشابي وخيام التركي وكمال اللطيف وعبد الحميد الجلاصي.